# 天主教欧文斯伯勒教区
天主教欧文斯伯勒教區（拉丁語：Dioecesis Owensburgensis）是美國一個羅馬天主教教區，屬路易斯維爾總教區。成立於1937年12月9日。
範圍包括肯塔基州西部，教座位於欧文斯伯勒。2004年有教友51,847人（佔轄區總人口6.2%）、七十九個堂區、九十四名司鐸。現任教區主教羅納德·威廉·蓋納。